# Селенид германия(IV)
Селенид германия(IV) — бинарное неорганическое соединение металла германия и селена с формулой GeSe2, жёлтые кристаллы.

## Получение
- Сплавление селена и германия:

{\displaystyle {\mathsf {Ge+2Se\ {\xrightarrow {T}}\ GeSe_{2}}}}

## Физические свойства
Селенид германия(IV) образует жёлтые кристаллы ромбической сингонии, параметры ячейки a = 1,296 нм, b = 2,209 нм, c = 0,693 нм.